# Gojko Mitić

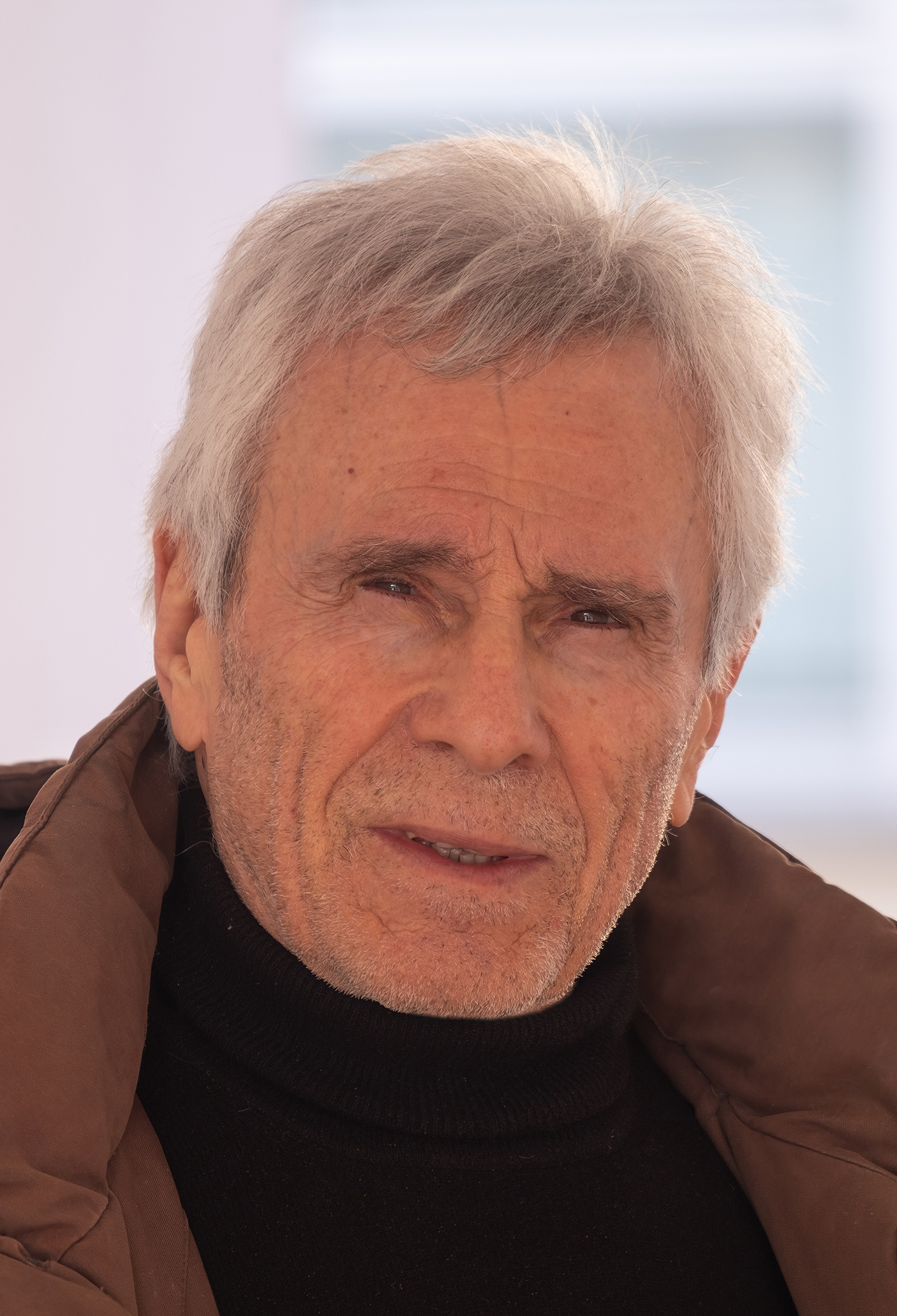
Gojko Mitić (2023)

Gojko Mitić (serbisch-kyrillisch Гојко Митић; * 13. Juni 1940 in Strojkovce bei Leskovac, Königreich Jugoslawien, heute Serbien) ist ein serbisch-deutscher Schauspieler und Regisseur.
Große Popularität erlangte Mitić in der DDR als Hauptdarsteller historischer und fiktiver Indianerpersönlichkeiten zahlreicher DEFA-Indianerfilme. In Ostdeutschland war er zeitweise als „DEFA-Chefindianer“, in der Bundesrepublik als „Winnetou des Ostens“ bekannt. Karl Mays Winnetou spielte Mitić ausschließlich bei den Karl-May-Spielen in Bad Segeberg, nie in einem Spielfilm.

## Leben

### Herkunft und Ausbildung
Mitić entstammt einer Bauernfamilie aus einem Dorf an der Veternica im Süden Serbiens. Da sein Vater Živojin am Befreiungskampf jugoslawischer Partisanen im Zweiten Weltkrieg teilnahm, wuchs er mit seinem Bruder Dragan bei seinen Großeltern auf. Nach seiner Schulausbildung, bei der er auch vier Jahre in Deutsch unterrichtet wurde, begann Mitić, 20-jährig, an der Sporthochschule in Belgrad Sport zu studieren. Während seines Studiums knüpfte er erste Kontakte zum Film. Zu dieser Zeit wurden in Jugoslawien viele internationale Filme produziert, deren Komparsen hauptsächlich Studenten der Belgrader Sporthochschule waren.

### Film und Fernsehen

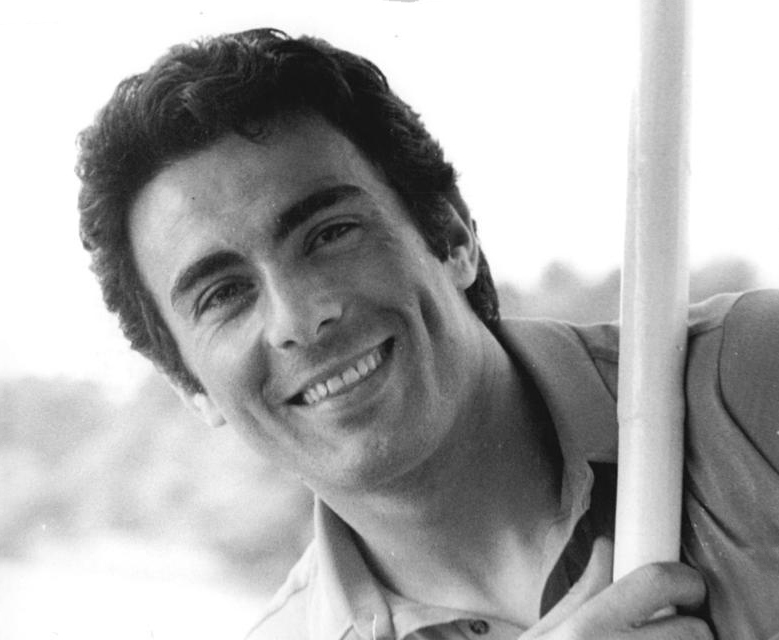
Gojko Mitić (1969)

Ab 1961 trat Mitić verstärkt als Stuntman in italienischen und britischen Filmen auf. 1963 erhielt er eine kleine Rolle in dem von Artur Brauner produzierten Karl-May-Film Old Shatterhand. Beeindruckt von seiner athletischen Erscheinung ermöglichte man ihm, nach der Rialto-Produktion Winnetou 2. Teil im nächsten Film der Serie in Unter Geiern eine größere Rolle als Häuptlingssohn Wokadeh zu übernehmen. Hier erschien sein Name im Abspann noch eingedeutscht als „Georg Mitic“.
Dann begann auch die DEFA in Jugoslawien DEFA-Indianerfilme zu drehen: 1966 spielte Mitić als Lakota-Häuptling Tokei-ihto in Die Söhne der großen Bärin seine erste Hauptrolle. Den Film sahen insgesamt 9 Millionen DDR-Bürger im Kino. Damit begann seine Filmkarriere vor allem in der DDR, wo er eine außerordentliche Popularität erreichte. So spielte er 1967 den Mohikaner Chingachgook, 1968 und 1969 den Dakota-Häuptling Weitspähender Falke, 1970 den Shoshonen Shave Head, 1971 den Seminolen Osceola, 1972 den Shawnee Tecumseh, 1973 und 1974 den Apachenhäuptling Ulzana, 1975 den Cheyenne Harter Felsen, 1978 den Manzanero-Indianer Severino und 1983 den Nez Percé Weiße Feder. 1988 übernahm er in dem zweiteiligen DEFA-Fernsehfilm Präriejäger in Mexiko nach Romanmotiven von Karl May seine letzte Indianerrolle für das Fernsehen der DDR.
Außer in Osteuropa wurde Mitić auch in Afrika und Asien durch die DEFA-Filme bekannt. Bis 1975 stand er jährlich für mindestens einen Film vor der Kamera, wobei er fast ausschließlich Indianerhäuptlinge verkörperte. Um seinen leicht hörbaren Akzent zu vermeiden, wurde Mitić, obwohl er fließend deutsch spricht, synchronisiert. Dabei liehen ihm zumeist Karl Sturm und Thomas Kästner ihre Stimmen. Dass er, wie etwa am laufenden Pferd und in diversen anderen Szenen, als Schauspieler wohl wirklich alle Stunts selbst ausführte, verlieh seiner Darstellung der Heldengestalt ein hohes Maß an Glaubwürdigkeit.
Mitić stand neben den Indianerfilmen auch in anderen Film- und Fernsehproduktionen der DEFA und des Deutschen Fernsehfunks vor der Kamera. Gottfried Kolditz besetzte ihn 1970 als Terry für den Science-Fiction-Film Signale – Ein Weltraumabenteuer in der Hauptrolle. Unter Konrad Petzold war er 1980 an der Seite von Agnes Kraus in der Filmkomödie Alma schafft alle als galanter Kellner Hannes Felix, der im Warnemünder Hotel Neptun arbeitet. 1982 spielte er in Anlehnung an sein Sporthochschulstudium neben Gerd E. Schäfer den ungarischen Fußballtrainer Ondrás Nocz im Fernsehschwank Maxe Baumann: Max bleibt am Ball. In Christa Mühls Episodenfilm Weihnachtsgeschichten übernahm er 1986 die Rolle des Weihnachtsmanns.
Nach der Wende wurde Mitić häufig in kleineren Rollen besetzt, so 1993 in Bernhard Sinkels Romanverfilmung Der Kinoerzähler oder 1999 in Sebastian Petersons Helden wie wir. In dem 2006 erstausgestrahlten ZDF-Fernsehkrimi Ein starkes Team: Dunkle Schatten mit Florian Martens und Maja Maranow besetzte ihn Peter Fratzscher als tatverdächtigen serbischstämmigen Restaurantbesitzer Svetozar Markovic.
Von 1996 bis 1997 verkörperte Mitić die Rolle des Roberto Fiorani in der Seifenoper Verbotene Liebe. In der ZDF-Telenovela Wege zum Glück spielte er 2008 den Chefarzt Dr. Tecumseh. Neben festen Serienrollen übernahm er wiederholt Gastauftritte in verschiedenen Fernsehserien- und reihen, u. a. in Der Solist, Schloss Einstein, Tierärztin Dr. Mertens, Küstenwache, Notruf Hafenkante und Donna Leon. Mehrere Gastrollen hatte er in der ARD-Krankenhausserie In aller Freundschaft und in den verschiedenen SOKO-Sendeformaten des ZDF.
2012 verkörperte Mitić in Bernd Fischerauers Dokumentarspiel Europas letzter Sommer Sergei Nikolajewitsch Swerbejew, den letzten Botschafter des Russischen Reichs in Berlin. 2013 kehrte er für die Sat.1-Westernproduktion In einem wilden Land als besonnener Komantschenhäuptling Tahmahkera erstmals in sein altes Metier zurück. Es ist der erste Indianerfilm, in dem Mitić mit eigener Stimme zu hören ist, allerdings vollständig in einem Komantschen-Dialekt. 2016 war er an der Seite von Wotan Wilke Möhring in Philipp Stölzls RTL-Fernsehdreiteiler Winnetou – Der Mythos lebt als Apachenhäuptling Intschu-tschuna, Winnetous Vater, erneut in einer Westernproduktion zu sehen.
Im Dezember 2019 erhielt Mitić den Preis für das filmkünstlerische Lebenswerk von der DEFA-Stiftung. Die Laudatio hielt die Sängerin Ute Freudenberg. In der im Juli 2022 in den deutschen Kinos angelaufenen Filmkomödie Alfons Zitterbacke – Endlich Klassenfahrt! besetzte ihn Mark Schlichter in einer Nebenrolle als Herbergsvater Fred.
Mitić betätigte sich in Film und Fernsehen auch als Regisseur, so von 1981 bis 1989 bei fünf Filmen der Kinderserie Jan und Tini, zu der er auch die Drehbücher geschrieben hatte.

### Theater

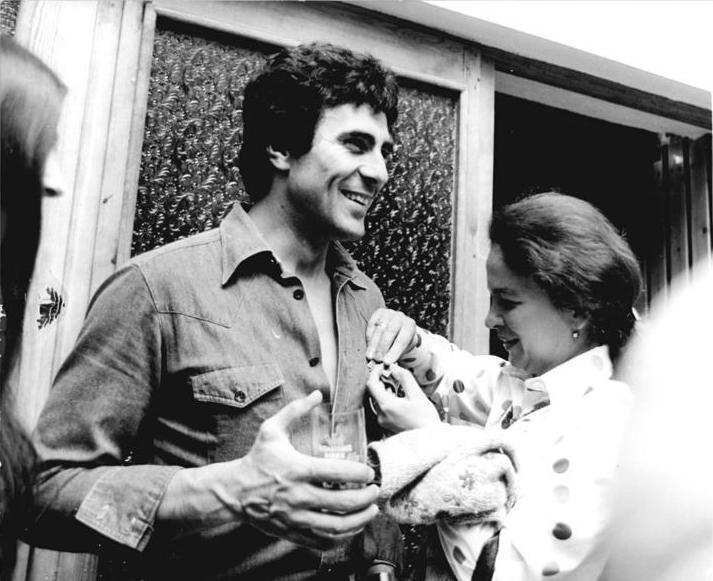
Gojko Mitic in Neubrandenburg, Foto von Benno Bartocha, 1978

Im Sommer 1976 war Mitić erstmals mit der Rolle des Spartacus im Harzer Bergtheater Thale zu sehen. Dort spielte er bis 1984 meist Abenteuerstücke, die auch für das Fernsehen der DDR aufgezeichnet wurden.
Ab 1992 übernahm Mitić als Nachfolger von Pierre Brice bei den Karl-May-Spielen in Bad Segeberg die Rolle des Winnetou. Am 10. September 2006 gab er nach insgesamt 15 Spielzeiten und 1024 Aufführungen seine vorerst letzte Vorstellung. Passenderweise wurde in diesem Jahr Winnetou III gespielt, in dem Winnetou schließlich stirbt. Sieben Jahre später kehrte Mitić in der Rolle des Intschu tschuna, des Vaters seiner einstigen Figur, nach Bad Segeberg zurück.
Von 2007 bis 2009 spielte Mitić im Schweriner Staatstheater den Häuptling Bromden in dem Stück Einer flog über das Kuckucksnest. Am selben Theater spielte er bei den Schlossfestspielen 2009 die Hauptrolle in einem Musical nach dem Roman Alexis Sorbas von Nikos Kazantzakis.

### Musik und Privates
Mitić betätigte sich auch als Sänger, wo er u. a. 1977 in Ein Kessel Buntes mit dem Titel Löscht das Feuer (Musik: Arndt Bause) auftrat, welcher 2010 von Engel B. in modernerem Gewand neu aufgelegt wurde; 1978 mit Ein Mann kann viel erzählen auftrat. 1976 huldigte ihm die DDR-Rockgruppe Express in ihrem Song Ein Wigwam steht in Babelsberg. 2012 trat Mitić u. a. mit Uwe Jensen mit Musik am Lagerfeuer beziehungsweise Weihnachten am Lagerfeuer auf.
Gojko Mitić lebte von 1974 bis 1976 mit der Schauspielerin Renate Blume (* 1944) zusammen, die er während der Dreharbeiten von Ulzana kennenlernte. Aus einer späteren Beziehung hat er eine Tochter (* 1992). Er spricht nach eigenen Angaben alle slawischen Sprachen, Deutsch, ein wenig Italienisch und Englisch. Mitić ist deutscher und serbischer Staatsbürger und lebt in Berlin-Köpenick.
Am 27. Januar 2013 wurde ihm zu Ehren der Asteroid (147595) Gojkomitić nach ihm benannt.

## Spielgemeinschaft „Gojko Mitić“ Bischofswerda e. V.
Am 13. Juni 1993 wurde in Bischofswerda die Spielgemeinschaft „Gojko Mitić“ gegründet. Der Verein ist kein Fanclub, sondern ein Theaterverein. Er veranstaltet Deutschlands kleinste Karl-May-Spiele mit den jüngsten Darstellern auf der Waldbühne in Bischofswerda. In den jährlichen Neuinszenierungen wirken über 80 Kinder und Jugendliche sowie zahlreiche Tiere mit. Während ihrer 21. Saison im Jahr 2013 konnten die Bischofswerdaer Karl-May-Spiele den insgesamt 100.000. Zuschauer auf der Waldbühne begrüßen. Gojko Mitić ist Namensgeber und Schirmherr des Vereins. Regelmäßig besucht er Proben oder Aufführungen der Karl-May-Spiele Bischofswerda und macht sich öffentlich für die Kinder- und Jugendarbeit des Vereins stark.

## Filmografie

### Kino
- 1963: Winnetou 1. Teil
- 1964: Old Shatterhand
- 1964: Unter Geiern
- 1964: Winnetou 2. Teil
- 1965: Winnetou 3. Teil
- 1966: Die Söhne der großen Bärin
- 1967: Chingachgook, die große Schlange
- 1968: Spur des Falken
- 1969: Weiße Wölfe
- 1970: Tödlicher Irrtum
- 1970: Signale – Ein Weltraumabenteuer
- 1971: Osceola
- 1972: Tecumseh
- 1972: Der Mann, der nach der Oma kam
- 1973: Apachen
- 1974: Ulzana
- 1975: Blutsbrüder
- 1978: Severino
- 1978: Ich will Euch sehen
- 1981: Der lange Ritt zur Schule
- 1983: Der Scout
- 1988: Das Herz des Piraten
- 1990: Lasst mich doch eine Taube sein
- 1993: Nyomkeresö
- 1993: Der Kinoerzähler
- 1993: Zirri – Das Wolkenschaf
- 1994: Burning Life
- 1996: Friedrich und der verzauberte Einbrecher
- 1999: Helden wie wir
- 2002: The Antman
- 2008: Esperanza
- 2012: Wer küsst Dornröschen??
- 2012: Bardo (Kurzfilm)
- 2019: Balkan Line
- 2022: Alfons Zitterbacke – Endlich Klassenfahrt!

### Fernsehen

#### Fernsehfilme
- 1972: Das Geheimnis der Anden (Fünfteiler)
- 1974: Visa für Ocantros (Zweiteiler)
- 1977: Spartacus
- 1977: Die Liebe und die Königin
- 1977: Zweite Liebe – ehrenamtlich
- 1980: Alma schafft alle
- 1980: Radiokiller
- 1985: Aussenseiter
- 1986: Weihnachtsgeschichten
- 1986: Das wirkliche Blau
- 1988: Präriejäger in Mexiko (Zweiteiler)
- 1991: Ein kleiner Knall am Nachmittag
- 2008: Entführt – Ich hol dich da raus
- 2012: Europas letzter Sommer (Dokumentarspiel)
- 2013: In einem wilden Land
- 2016: Winnetou – Der Mythos lebt (Dreiteiler)

#### Fernsehserien und -reihen
- 1980: Archiv des Todes (13 Folgen)
- 1982: Maxe Baumann: Max bleibt am Ball
- 1983–1990: Mit Jan und Tini auf Reisen (Drehbuch und Regie bei 5 Folgen)
- 1984: Front ohne Gnade (7 Folgen)
- 1988: Bereitschaft Dr. Federau (Folge Wiederbelebung)
- 1995: Ärzte: Herberge für einen Frühling
- 1996–1997: Verbotene Liebe
- 1999–2008: Küstenwache (verschiedene Rollen, 2 Folgen)
- 2001: Der Solist – Niemandsland
- 2001–2015: In aller Freundschaft (verschiedene Rollen, 3 Folgen)
- 2002: Schloss Einstein (Folge 236)
- 2006: Ein starkes Team: Dunkle Schatten
- 2007: Tierärztin Dr. Mertens (Folge Eine Niere für Nero)
- 2007: Forsthaus Falkenau (2 Folgen)
- 2008: Wege zum Glück (6 Folgen)
- 2010: Notruf Hafenkante (Folge Familienzirkus)
- 2011: Donna Leon – Das Mädchen seiner Träume
- 2011: SOKO Leipzig (Folge Der Fall Gojko Mitić)
- 2013: SOKO Wien (Folge Schachmatt)
- 2014: SOKO Stuttgart (Folge Traumprinz)
- 2015: Huck (Folge Rauchzeichen über Cannstatt)

## Theater
- 1975: Bergtheater Thale als Spartacus
- 1992–2006: Karl-May-Spiele Bad Segeberg als Winnetou
- 2007–2009: Mecklenburgisches Staatstheater Schwerin als Häuptling Bromden in Einer flog über das Kuckucksnest
- 2009: Mecklenburgisches Staatstheater Schwerin als Alexis Sorbas
- 2013: Karl-May-Spiele Bad Segeberg als Apachenhäuptling Intschu-tschuna
- 2017: Landesbühnen Sachsen Radebeul als Delawaren-Häuptling Fliegender Pfeil in „In Gottes eigenem Land“
- 2023: Landesbühnen Sachsen – Felsenbühne Rathen als Häuptling in „Peter Pan“

## Auszeichnungen
- 1969: Erich-Weinert-Medaille
- 2006: Goldene Henne
- 2019: Preis für das filmkünstlerische Lebenswerk der DEFA-Stiftung
- 2020: Filmpreis Premio Bacco

## Ehrungen
- die „Goldene Nadel für Diaspora“
- „Gebrüder Karic Award“[12]
- 2024: Sächsischer Verdienstorden (für seinen Einsatz für Kultur-Initiativen in der Region)[13]

## Dokumentation
- 1973: Begegnung mit Gojko, DEFA-Dokumentarfilm von Eckhard Potraffke[14]
- 2012: Ostlegenden (Folge 8) -  Gojko Mitić, Film von Lutz Rentner und Frank Otto Sperlich / rbb [Quelle: ARD-Mediathek, 09.06.2025]